# عتاد حاسوب شخصي

أجهزة حاسوب شخصي حديث.
1. شاشة
2. لوحة أم
3. و م م
4. ذ و ع
5. بطاقة توسعةs
6. التزويد بالطاقة
7. سواقة قرص مدمج
8. سواقة القرص الصلب
9. لوحة المفاتيح
10. فأرة

العتاد الصلب أو عتاد الحاسوب (بالإنجليزية: Computer Hardware) هي المكونات المادية الملموسة من الحاسوب، بما في ذلك الدوائر الإلكترونية. وتسمى هذه المكونات بالعتاد الصلب لتمييزها عن برامج الحاسوب التي تنفذ من خلال ذلك العتاد. ويمكن اعتبار الترجمة العربية لكلمة Hardware بمصطلح عتاد صلب ترجمة حرفية نوعاً ماً. فكلمة صلب (بالإنجليزية: Hard) استخدمت أساساً للدلالة على أن هذه المكونات هي مكونات غير قابلة للتغيير في الحاسوب، على عكس البرمجيات (بالإنجليزية: Software) والتي يتم إنشاؤها والتعديل عليها وحذفها بسهولة وبشكل متكرر. إلا أن هنالك نوع من البرمجيات تسمى برمجيات ثابتة (بالإنجليزية: Firmware) تكون مخزنة داخلياً في العتاد الصلب ولا تغير إلا نادراً.
الغالبية العظمى من العتاد الصلب المنتج تستخدم في حواسيب مضمنة ضمن أجهزة أخرى مثل السيارات وأفران المايكرويف ومشغلات الأقراص المضغوطة وغيرها. في المقابل، يستخدم جزء ضئيل من المنتج الكلي لهذه المكونات (ما قدرت نسبته في عام 2003 م بحوالي 0.2%) في صناعة الحواسب الشخصية. ونتيجة لذلك، لا يظهر معظم العتاد الصلب للمستخدمين العاديين.

## قائمة العتاد الصلب
- اللوحة الأم تشكل الأساس والحامل لباقي القطع جميعها وتحوي النواقل التي تنقل البيانات بين مختلف القطع:
  - وحدة المعالجة المركزية (CPU)
  - ذاكرة الوصول العشوائي (RAM): تنفيذ البرامج وتخزين مؤقت سريع للبيانات اللازمة.
  - شقوق التوسعة:
    - بى سى آى (PCI)
    - بي سي آي السريع (PCI-E) وآ جي بي (Accelerated Graphics Port أو AGP)
    - آيزا (ISA أو Industry Standard Architecture) - خارج الخدمة حاليا.
- مزود الطاقة
- آي دي إي (Integrated Drive Electronics): متحكمات وسائل التخزين مثل ساتاATA (SATA), سكزي (SCSI) وغيرها من الأنماط التي تتحكم قرص صلب, قرص مرن, سي دي-روم وغيرها; تتوضع المتحكمات على اللوحة الأم مباشرة أو على كروت توسعة.
- بطاقة العرض الفيديوي (Graphics card|Video display controller) تنتج الخرج الذي يؤدي إلى العرض الحاسوبي.

بطاقة موالف التلفاز
- متحكمات النواقل الحاسوبية (Computer bus) (منفذ متوازي parallel port، منفذ تسلسلي serial port ،يو إس بي (Universal Serial Bus) أو (USB)، فايرواير FireWire) تستخدم لربط الحاسب مع حواسب أخرى أو طرفيات خارجية مثل: طابعات أو ماسح ضوئي.
- أنواع وسائط التخزين الحاسوبي:
  - قرص صلب
  - سي دي (CD).
    - سواقة سي دي-روم
    - ناسخة السي دي

  - دي في دي (DVD)
    - دي في دي-روم
    - ناسخة دي في دي
    - سواقة دي في دي-رام

  - بلو راي (BD)
  - قرص مرن
  - سواقة القرص المرن المضغوط (Zip drive)
  - الذاكرة الوميضية (Flash Memory)
  - سواقة شريط (Tape drive) - للتخزين طويل المدى
  - متحكم مصفوفة الأقراص (Disk array controller)
- بطاقة الصوت (Sound card): تترجم الإشارات من اللوحة الأم إلى جهودات تماثلية تنتهي بشكل أصوات
- شبكات الحاسوب (Computer networks):
  - بطاقة الشبكة (Network card): للربط مع حواسيب أخرى أو الاتصال بالإنترنت.
  - مودم - للاتصالات عبر الهاتف
- طرفيات أخرى

بعض المكونات الخارجية:
- أدوات الإدخال
  - لوحة المفاتيح
  - أدوات إدخال نصية
  - أدوات التأشير
    - الفأرة
    - كرة التتبع (Trackball)

  - وسائل تسلية
    - عصا التحكم (Joystick)
    - لوحة اللعب

  - أدوات إدخال رسومية, فيديوية
    - ماسح ضوئي
    - كاميرا ويب

  - أدوات إدخال صوتية
    - ميكروفون
- أجهزة إخراج
  - أجهزة إخراج صورة, فيديو
    - طابعة
    - شاشة

  - أجهزة إخراج صوتية
    - سماعة الحاسب
    - سماعات الرأس